# Bakesale
| Recensione     | Giudizio |
| -------------- | -------- |
| Piero Scaruffi | [ 1 ]    |
| Pitchfork      | [ 2 ]    |

Bakesale è il quinto album del gruppo indie rock statunitense Sebadoh, pubblicato da Sub Pop nel 1994.

## Storia
È stato il primo album del gruppo a essere pubblicato dopo l'uscita del membro fondatore Eric Gaffney, anche se compare alla batteria in quattro tracce da una sessione progettata di Bob Weston. Tara Jane O'Neil ha suonato con la batteria in tre brani. Bob Fay, che aveva precedentemente collaborato per Gaffney, si unì ufficialmente alla band per questo disco. La copertina è una fotografia nuda di Lou Barlow, un bambino di un anno, preso da sua madre.
Le sessioni iniziali dell'album sono state fatte a casa di Steve Albini a Chicago, Illinois con Bob Weston, anche se la band non ha lavorato con Albini. Quattro canzoni sono state registrate con Gaffney, che divenne la sua ultima registrazione con la band. Altre sessioni furono tenute presso gli studi di Fort Apache a Boston, nel Massachusetts, dopo che Gaffney si era dimesso e sostituito da Fay.
Come risultato della partenza di Gaffney, in Bakesale la scrittura dei testi è stata gestita principalmente da Barlow e Loewenstein, con Fay che ha contribuito solo alla canzone Temptation Tide. L'album prosegue l'allontanamento della band dal suono in gran parte acustico, lo-fi e dalle strutture di brani più brevi che hanno caratterizzato i loro primi tre album, e vanta un valore di produzione più lucido rispetto ai precedenti album di Sebadoh. Ciò ha aiutato la band non solo a espandere il suo seguito underground, ma a flirtare con il successo della corrente principale, e diversi singoli e anche alcuni video musicali sono stati estratti dall'album.

## Accoglienza
Bakesale è stato inizialmente ben accolto dalla critica. È stato incluso in un certo numero di liste di fine anno nel 1994, tra cui "20 migliori album del '94" (# 16), il sondaggio "Pazz & Jop Critics" del 1994 di Village Voice (n. 20), NME 25 Best Album di 1994 "(# 27) e Mojo" 25 Best Albums del 1994 "(non classificate).

## Tracce
1. License to Confuse – 1:45 (Barlow)
2. Careful – 2:44 (Loewenstein)
3. Magnet's Coil – 2:27 (Barlow)
4. Not a Friend – 3:40 (Barlow)
5. Not Too Amused – 4:15 (Loewenstein)
6. Dreams – 2:39 (Barlow)
7. Skull – 2:39 (Barlow)
8. Got It – 2:16 (Loewenstein)
9. S. Soup – 3:16 (Loewenstein)
10. Give Up – 2:27 (Barlow)
11. Rebound – 2:12 (Barlow)
12. Mystery Man – 3:08 (Barlow)
13. Temptation Tide – 1:53 (Fay)
14. Drama Mine – 2:42 (Loewenstein)
15. Together or Alone – 4:03 (Barlow)

## Formazione
- Lou Barlow - basso
- Jason Loewenstein - voce, chitarra
- Bob Fay - batteria